# Tàrrega
Tàrrega là một đô thị trong tỉnh Lleida, cộng đồng tự trị Cataluña Tây Ban Nha. Đô thị Tàrrega có diện tích là 88 ki-lô-mét vuông, dân số năm 2009 là 17.198 người với mật độ 195,33 người/km². Đô thị Tàrrega có cự ly 513 km so với Madrid.